# Ducat de Beaufort
La senyoria, després comtat i finalment ducat de Beaufort fou una jurisdicció feudal del Regne de França a la Xampanya. La senyoria apareix al segle XI i el 1270 fou comprada per Blanca d'Artois, esposa d'Enric III de Xampanya. Blanca es va casar el 1276 amb Edmond d'Anglaterra, comte de Lancaster, i li va aportar la senyoria en dot. Fou possessió dels comtes de Lancaster i durant tota la Guerra dels Cent Anys va constituir un enclavament anglès al cor de la Xampanya. Joan de Gant, duc de Lancaster va donar el cognom Beaufort als quatre bastards que va tenir amb Catherine Swinford, fundant així la casa de Beaufort, que va tenir paper destacat a la Guerra de les Dues Roses. El Castell de Beaufort era reputat com impossible de conquerir i dominava la plana de Brienne. Carles V es va poder apoderar de la fortalesa per traïció el 1369.
Cedida la senyoria a Felip II de Borgonya, va passar als Armanyac, però va retornar a la corona de França quan Jaume d'Armanyac fou condemnat a mort per Lluís XI el 1477. El 1504 Lluís XII de França va donar Beaufort com a comtat a Gastó de Foix-Nemours i la seva descendent, la duquessa de Guisa, el va vendre a Gabriela d'Estrée. El comtat fou reunit llavors a la baronia de Jaucourt i erigit en ducat pairia en favor de Cèsar de Vendôme, fill natural de Gabriela d'Estrée i d'Enric IV. El seu net, el Gran Vendôme, va vendre el ducat de Beaufort el 1688 al duc Carles de Montmorency per 460.000 lliures. Un any després, el 1689, la família de Montmorency va rebatejar el «ducat de Beaufort» com a «ducat de Montmorency», doncs l'antic ducat de Montmorency acabava de ser rebatejat «ducat d'Enghien».

## Ducs de Beaufort
El 6 de juliol de 1597, Gabriela d'Estrée, marquesa de Monceaux, amant del rei Enric IV, va adquirir de Caterina de Clèveris duquessa de Guisa, hereva de la casa de Foix, el comtat de Beaufort i les seves dependències.
Enric IV va reunir el comtat de Beaufort a la baronia de Jaucourt i ho va erigir en ducat pairia a favor de Cèsar de Borbó, duc de Vendôme, el seu fill natural.
- 1597 - 1665: César de Borbó-Vendôme (1594-1665), primer duc de Vendôme, perimer duc de Beaufort ;
- 1665 - 1669: Francesc de Borbó-Vendôme (1616-1669), segon duc de Beaufort;
- 1669 - 1688: Lluís Josep de Borbó-Vendôme (1654-1712), tercer duc de Vendôme, tercer duc de Beaufort.

El 1688 el ducat fou venut per 460.000 lliures pel tercer duc a Carles I Frederic de Montmorency-Luxembourg (1662 - 1726), que fou crat el mateix any duc de Beaufort (sense pairia). El ducat fou rebatejat «ducat de Montmorency» per carta patent d'octubre de 1689.

## Casa de Montmorency-Luxemburg (1689- 1764)
- 1689 - 1726: Carles I Frederic de Montmorency-Luxembourg, sisè duc de Piney-Luxembourg, primer duc de Beaufort, títol canviat en duc sense pairia de Montmorency el 1689.
- 1726 - 1764: Carles II Frederic de Montmorency-Luxemburg, setè duc de Piney-Luxemburg, segon duc de Montmorency, mariscal de França el 1757

## Casa de Montmorency-Luxemburg, títol de cortesia
- 1735 - 1761: Anne Francesc de Montmorency-Luxembourg, duc de Montmorency per cortesia

## Casa de Montmorency (1762-1862)
- 1752 - 1829: Carlota Anna Francesca de Montmorency-Luxembourg, tercera duquessa de Montmorency
- 1731 - 1799: Anne Lleó II de Montmorency-Fosseux, marit de Carlota Anne Francesca el 1767, duc iure uxoris de Montmorency.
- 1768 - 1846: Anne Carles Francesc de Montmorency, quart duc de Montmorency
- 1846 - 1862: Anne Lluis Raül Víctor de Montmorency, cinquè duc de Montmorency

## Casa de Talleyrand-Périgord (1864- 1951)
- 1864 - 1915: Nicolau Raül Adalbert de Talleyrand-Périgord, nebot del cinquè duc, títol per ell mateix i la seva descendència el 1864, sisè duc de Montmorency
- 1915 - 1951: Napoleó Lluís Eugeni Alexandre Anne Manel de Talleyrand-Périgord, setè i darrer duc de Montmorency